# Kostelní vrch
Kostelní vrch (deutsch: Kirchberg) ist eine Anhöhe in Nordböhmen östlich der Stadt Waldsassen. Der Gipfel liegt auf 544 m n.m. inmitten des Hrozňatovská pahorkatina (deutsch etwa: Kinsberger Hügelland) in der etwas über das landläufig als Fichtelgebirge bezeichnete Gebiet hinausgehenden geomorphologischen Haupteinheit Smrčiny (Fichtelgebirge) nach tschechischem System.

## Geographie
Kostelní vrch ist die höchste Erhebung des Hrozňatovská pahorkatina im tschechischen Teil der Naab-Wondreb-Senke. Westlich des Gipfels verläuft der Muglbach.

## Karten
- Geodaten im BayernAtlas